# جوناثان لوبيز (لاعب كرة قدم أرجنتيني)
جوناثان لوبيز (بالإسبانية: Jonathan López)‏ (19 يناير 1989 في الأرجنتين - ) هو لاعب كرة قدم أرجنتيني في مركز الهجوم. لعب مع أتلتيكو أتلانتا وأتلتيكو باتروناتو وأتليتيكو رافائيلا وأرسنال ساراندي وبنيارول وديفنسا خوستيكا ونادي أتليتكو للبنين ‏.

## وصلات خارجية
- جوناثان لوبيز على موقع إي إس بي إن إف سي (الإنجليزية)
- جوناثان لوبيز على موقع قاعدة بيانات كرة القدم.إي يو (الإنجليزية)
- جوناثان لوبيز على موقع Soccerway.com (الإنجليزية)